# Bryum rotundifolium
Bryum rotundifolium är en bladmossart som beskrevs av Harumi Ochi 1980. Bryum rotundifolium ingår i släktet bryummossor, och familjen Bryaceae. Inga underarter finns listade i Catalogue of Life.